# Comité de coordination des organisations juives de Belgique
Le Comité de coordination des organisations juives de Belgique (connu également sous l'acronyme CCOJB) se présente comme l’instance faîtière du judaïsme belge sur le plan politique. Il fédère, au sein d'une seule organisation représentative, différentes tendances politiques, sociales ou religieuses présentes dans la communauté juive de Belgique. Il est présidé depuis septembre 2023 par Yves Oschinsky.
Le CCOJB est membre du Congrès juif européen et du Congrès juif mondial.

## Fondation
Le CCOJB voit le jour à Bruxelles le 26 mars 1969 sous l'appellation Section belge du Congrès juif mondial. L'association a pour objet « la défense, l'étude et le développement des valeurs juives en Belgique et dans le monde. » En 1984, l'institution abandonne sa dénomination initiale pour s'appeler désormais Comité de coordination des organisations juives de Belgique.

## Événements

### Assassinat du président du CCOJB
En décembre 1988, Joseph Wybran accède à la présidence du CCOJB. Alors âgé de 47 ans, il se partage entre sa fonction de chef du service Immunologie de l'hôpital universitaire Érasme et son engagement dans la vie communautaire juive belge. Il s'investit notamment dans le dossier du carmel d'Auschwitz, cette affaire qui marquera la plus grave crise des relations entre juifs et chrétiens depuis la Shoah.
Le 3 octobre 1989, Joseph Wybran est abattu sur le parking de l'établissement hospitalier. Touché à la tête, il décédera des suites de ses blessures dans la nuit du 3 au 4 octobre. Rapidement, la thèse de l'attentat politique et antisémite fut privilégiée. Les pistes d'Abou Nidal ou d'intégristes catholiques polonais furent évoquées.
Ce n'est que le 18 février 2008, à la faveur d'un coup de filet opéré au Maroc contre un réseau criminel et terroriste dirigé par le Belgo-Marocain Abdelkader Belliraj, que le dossier de l'assassinat de Joseph Wybran remontera à la surface. Depuis, Belliraj est en aveux au Maroc pour avoir personnellement exécuté Joseph Wybran. Après plusieurs ajournements, son procès ainsi que celui de 34 autres islamistes devrait débuter à Rabat le 26 décembre 2008.
Le Rapport 2008 de la Sûreté de l'État belge, publié en ligne début 2010, consacre une section très critique sur l'« affaire Belliraj », soulignant que « Sept seulement des quatorze mandats d’arrêt internationaux émis par les autorités marocaines ont pu être examinés, les autres personnes possédant la nationalité belge au moment des faits, ce qui interdisait leur extradition. Parmi les détenus, aucun ne sera finalement extradé, les éléments communiqués par les autorités marocaines n’ayant pas été jugés pertinents. » et concluant « Les éléments avancés par le Maroc n’ont donc pas permis de démontrer de manière indiscutable l’existence d’un réseau et l’implication de celui-ci dans six meurtres en Belgique. ».

### Manifestations anti-israéliennes
La manifestation de protestation contre l'intervention militaire israélienne de la bande de Gaza en 2009, qui s'est déroulée à Bruxelles est perçue par le CCOJB comme une cassure et un tournant. Pour le président du CCOJB, Maurice  Sosnowski « Alors que certains appelaient aux meurtres des juifs, à minimiser la Shoah et à présenter les juifs comme les véritables maîtres du monde, ce qui nous a choqué n’a pas été la présence d’une partie des représentants démocratiques belges dans ce cortège mais l’absence de la moindre réaction politique à ces manifestations antisémites d’un autre âge. L’antisionisme radical tient bien de l’antisémitisme de par ces appels à la haine du juif ». Affirmant qu’une majorité des juifs Belges soutiennent l’idée d’une « Palestine libre, indépendante et souveraine »[réf. souhaitée], Maurice Sosnowski estime que « le vote [pour la reconnaissance d'un État palestinien membre à part entière l'ONU] qui va avoir lieu à l’ONU ne doit pas faire oublier que le dogme du Hamas est inspiré du protocole des Sages de Sion ».
À la suite de la manifestation du 15 mai 2011 devant l'ambassade d'Israël, le CCOJB « exhorte les manifestants d’aujourd’hui à orienter leur énergie vers ceux qui désirent voir les enfants palestiniens et israéliens grandir dans le respect mutuel et l’acceptation de l’autre dans sa différence ».

#### Affaire du «Psychodrame Nakba»

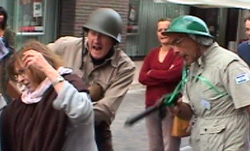
Psychodrame Nakba à Nivelles

Le 24 mai 2008, des militants pro-palestiniens organisent une représentation de théâtre de rue appelée « Psychodrame Nakba ». Ce jeu de rôles avait pour but de célébrer les 60 ans de l'exode palestinien de 1948, au cours duquel 725 000 Arabes palestiniens fuirent ou furent chassés par les soldats israéliens des territoires qui allaient devenir Israël.
Durant la manifestation, la députée Écolo Thérèse Snoy a dénoncé dans son discours le sort des Palestiniens, l'inaction de l'Europe et les « pressions de la part de certains groupes juifs » qui opéreraient « à tous les niveaux » tandis que le député socialiste et ancien ministre de la défense André Flahaut aurait déclaré : « Je suis déterminé à lutter contre tous les extrémismes, tous les nazismes, tous les fascismes, où qu'ils se trouvent et au moment où ils se présentent. Voilà, c'est pour ça que je suis ici ». 

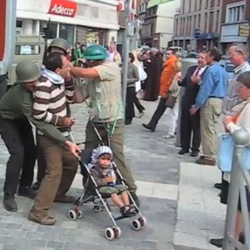
Psychodrame Nakba à Nivelles

Le CCOJB a filmé la manifestation a diffusé la vidéo. De nombreuses associations juives ont condamné la manifestation, ainsi que l'ambassade d'Israël. 
Se sentant injustement taxé de propos anti-sémites, le député socialiste André Flahaut a poursuivi le CCOJB et son président en justice. Il a obtenu un euro symbolique de dommage et intérêts. Le CCOJB et son président ait interjeté appel de la décision. La députée écolo Thérèse Snoy a déclaré n'avoir « absolument pas tenu de propos antisémites » et « refuse donc catégoriquement cette grave accusation ».
La justice tranche en définitive contre André Flahaut dans l'affaire l'opposant au CCOJB et à Joël Rubinfeld. « La cour reconnaît que les propos tenus par André Flahaut dressent un parallèle entre la politique israélienne et le nazisme. En revanche, ni le CCOJB ni son ex-président n'ont accusé l'homme politique d'antisémitisme. À l'estime de la cour, ils n'ont pas abusé de leur liberté d'expression. L'ex-ministre de la Défense n'a donc pas été atteint dans son honneur et doit s'acquitter des frais de procédure.
».
En 2011, des scènes similaires sont reproduites, s'achèvent par le simulacre du meurtre d'enfants palestiniens, tués par des acteurs jouant aux soldats israéliens à l'aéroport de Zaventem et dans le centre-ville de Bruxelles. Ce qui vaut la critique des autorités bruxelloises, qui avaient autorisées ces mises en scène, tout en interdisant les manifestations de la communauté juive « par crainte de ne pouvoir lui assurer sa sécurité ».

### Apologie du nazisme

#### Affaire du «Canvas et Hitler»
Le 28 octobre 2008, la chaîne publique flamande Canvas projette de diffuser, dans le cadre de son programme culinaire Plat préféré, une émission consacrée au plat préféré d'Adolf Hitler. De nombreuses personnes, associations et médias s'émeuvent de cette banalisation du dictateur nazi qui, de la sorte, se retrouverait à l'affiche aux côtés de Jacques Brel, Salvador Dalí, Maria Callas ou Freddie Mercury.
Le 27 octobre 2008, le CCOJB dénonce dans un communiqué le « mélange indigeste et irresponsable de genres qui contribue gravement à banaliser le personnage symbole du Mal absolu » et « s'inquiète du manque choquant de sensibilité de ceux qui ont conçu une telle émission et en appelle à la direction de Canvas pour qu'elle la déprogramme ». Quelques heures avant la diffusion du programme controversé, la direction de la VRT, maison-mère de Canvas, annonce l'annulation de l'émission Plat préféré consacrée à Adolf Hitler. Le 1er décembre 2008, la VRT reviendra cependant sur l'affaire dans son émission satirique Man bijt hond, expliquant l’annulation de l'émission à la suite d'une « grosse pression sémite » et moquant l’émoi de la communauté juive pour « une innocente cuisine au gaz ».
Canvas défraiera à nouveau la chronique quelques semaines plus tard. En cause cette fois, l'émission Weg met De Soete du 27 novembre 2008 consacrée à la visite guidée de Berlin. Pour en assurer la promotion, Canvas publie dans cinq hebdomadaires flamands grand public une annonce illustrant le présentateur de l'émission, Tomas De Soete, en « chippendale nazi » avec moustache et mèche hitlériennes et faisant le salut nazi.
Réagissant à cette nouvelle provocation, le CCOJB décide de transmettre ce dossier pour examen au Centre pour l’égalité des chances et condamne, dans un communiqué en date du 25 novembre 2008, « la banalisation indécente de l'iconographie nazie pour illustrer la visite de la capitale allemande », soulignant au passage que « l'exploitation satirique des symboles du nazisme et leur détournement irresponsable témoignent du degré affligeant de sensibilité et de culture civique du service public récidiviste ».
Interpellée par les médias, la VRT s'explique en déclarant qu'il s'agissait d'une « annonce au second degré » et précise qu'elle n'utilisera plus l'illustration qui se trouve au centre la polémique. L'ambassade d'Allemagne en Belgique déplore quant à elle « ce type d'utilisation inflationniste de symboles nazis ». Cette nouvelle affaire Canvas/Hitler provoque également l'émoi dans les milieux politiques belges et, le 27 novembre 2008, cinq sénateurs du cdH déposent une proposition de loi visant à « interdire toute utilisation d’insignes nazis » à des fins « de propagande ou de publicité ».

### 70eanniversairede la nuit de Cristal
Le 10 novembre 2008, le CCOJB et le Congrès juif européen organisent le dîner qui clôture les commémorations du 70e anniversaire de la nuit de Cristal qui se sont déroulées à Bruxelles les 9 et 10 novembre. Plusieurs chefs d'État ou anciens chefs d'État sont présents à l'événement ainsi que le président de l'Assemblée parlementaire du Conseil de l'Europe Lluis Maria de Puig et les vice-présidents de la Commission européenne Günter Verheugen et Jacques Barrot. 
Dans son discours, le président du CCOJB Joël Rubinfeld s'est inquiété de « l'alliance tragique entre l’antisémitisme traditionnel (...) et sa nouvelle forme, celle qui a substitué l’État à l’individu, mise en œuvre par des antisémites d’autant plus dangereux qu’ils avancent masqués et que l’on voit graviter autour de certaines ONG, d’une certaine Gauche en rupture avec ses idéaux, et du fondamentalisme islamique dont, faut-il le rappeler, les musulmans sont aujourd’hui les premières victimes ». Il a souligné que si les médias « exercent la vigilance citoyenne nécessaire à l’identification et la dénonciation des dérives issues de l’extrême-droite, [ils] pêchent trop souvent d’indulgence et parfois de complaisance à l’égard de la violence verbale et physique quand elle naît dans le camp de la vertu autoproclamée, c’est-à-dire dans le camp de ceux qui font de l’antisémitisme dans la langue des droits de l’homme ».
Le Premier ministre belge Yves Leterme a ensuite condamné fermement les déclarations antisémites du président iranien et a souligné que « nous devons être vigilants face à un nouvel antisionisme qui est un antisémitisme caché qui, en réalité, n'a pas accepté l'existence de l'État d'Israël », ajoutant que « l'Europe ne peut pas tourner le dos à Israël ». Il a rappelé que « le rêve du nouvel Eretz Israël était né en Europe, dans les cœurs et les esprits de Theodor Herzl et de ses disciples » et que « depuis de nombreux siècles, dans des milliers de foyers juifs d'Europe, Pessah, la Pâques juive, se termine avec le vœu : L'an prochain à Jérusalem ! ».
Lors de cette soirée, le Premier ministre Yves Leterme a reçu le Navigator of Jerusalem des mains du président du Congrès juif européen Moshe Kantor pour son engagement dans le combat pour la tolérance et contre l'antisémitisme.

### Dîner de gala du CCOJB
Le 20 septembre 2011, le CCOJB organise son premier dîner de gala à Bruxelles en présence d’environ 300 invités, dont des responsables politiques belges, le Premier ministre belge, ainsi que des ambassadeurs et des représentants des différentes communautés. 
Maurice Sosnowski, président du CCOJB  présente ce dîner comme « une optique de rencontre et d’ouverture de la communauté juive de Belgique vers le monde politique, les communautés religieuses et les médias ». Il rappelle l’attachement des Juifs à la Belgique et parle de « croissance du sentiment d’abandon » pour expliquer le sentiment d’attachement à Israël au sein de la communauté juive de Belgique, qui met mal à l'aise certains représentants politiques.
Concernant l'antisémitisme en Belgique, le président du CCOJB le décrit « comme un virus en train de muter et hélas de réussir sa mutation. On l’a connu catholique, on l’a connu fidèle aux mots d’ordre des Lumières le reprochant de l’avoir invité, on l’a connu anticapitaliste qui leur faisait grief d’être les alliés des riches et des puissances, on l’a connu raciste qui leur faisait grief de corrompre par leur être même les races pures de l’Europe.  Aujourd’hui, le nouveau virus à deux caractéristiques : l’antisionisme et le négationnisme ».
Le Président du CCOJB exprime son malaise par rapport au climat au sein de l’Université Libre de Bruxelles, où des groupes de boycott d'Israël pullulent; où le Cercle du Libre Examen fait l'apologie de Dieudonné M'bala M'bala, condamné pour incitation à la haine raciale; où le journal de Solvay suggère aux futurs étudiants juifs de Solvay de passer par les fours polonais; où l'organisation d'un baptême étudiant à la gloire du nazisme et où  l'affichage de caricatures de Juifs et de messages critiquant la communauté juive est toléré  .
Le président du CCOJB demande ensuite au Premier ministre que la Belgique renonce à sa participation à Durban III, que la cellule de veille sur l’antisémitisme puisse dépendre directement du Premier ministre pour que les plaintes aboutissent à des poursuites judiciaires et que le gouvernement renonce à l'amnistie des collaborateurs de la Shoah. Yves Leterne rejettent ces propositions et dans son discours qualifie la communauté juive de « communauté amie de notre pays ». L’expression sera assez mal accueillie mais ne provoque pas de réaction publique.

## Structure
Le CCOJB est composé des organes suivants :
- le comité directeur[26] ;
- le conseil d'administration[27] ;
- l'assemblée générale représentant toutes les organisations membres ;
- les commissions spécifiques[28].

### Présidents
- Yves Oschinsky, 2023-
- Yohan Benizri, 2016-2023
- Serge Rozen, 2015-2016
- Maurice Sosnowski, 2010-2015
- Joël Rubinfeld, 2007-2010
- Philippe Markiewicz, 2001-2007
- Viviane Teitelbaum, 1998-2001
- Julien Rybski, 1996-1998
- David Susskind, 1993-1996
- Lazard Perez, 1989-1993
- Joseph Wybran, 1988-1989
- Markus Pardes, 1986-1988
- André Gantman, 1984-1986
- David Susskind, 1974 - 1984
- Alexis Goldschmidt, 1969-1974